# Mai Tai (cocktail)

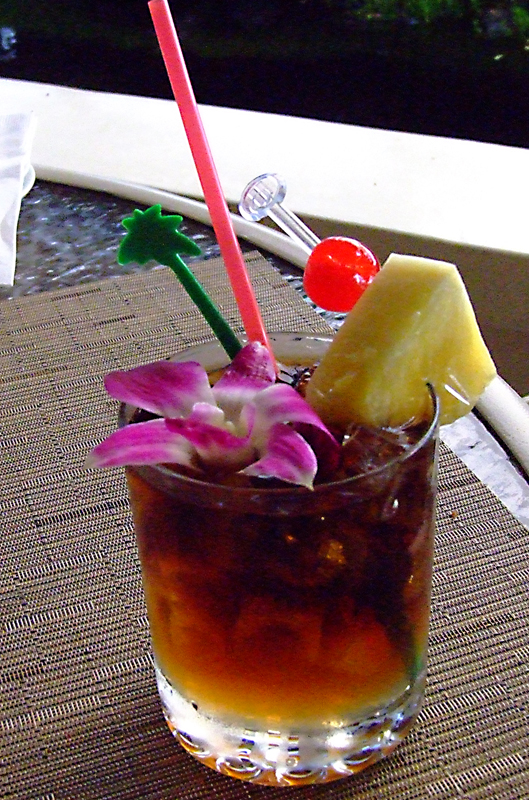
Mai Tai

De Mai Tai is een alcoholische cocktail die waarschijnlijk voor het eerst gemaakt werd in het Trader Vic restaurant in Oakland, Californië, Verenigde Staten. Dit was in het jaar 1944.
Daarnaast is er ook de bewering van Don the Beachcomber (bijnaam) die de cocktail het eerst gemaakt zegt te hebben in 1933.
Maitai is het Tahitiaanse woord voor 'goed'. 

## Recepten
Er circuleren verschillende recepten voor het maken van de oorspronkelijke Mai Tai. Hieronder enkele voorbeelden.
Recept 1:
- 1/2 oz. donkere rum;
- een half glas Lemon Mix;
- 1/2 oz. Triple Sec;
- 1/2 oz. Creme De Almond;
- een half glas met sinaasappelsap.

Schudden en ter garnering een schijfje sinaasappel.
Recept 2:
- 1 limoen
- 2 dl Trader Vic Mai-Tai rum
- 1/4 dl kandijsiroop
- 1/4 dl orgeadesiroop
- 1/2 dl orange curaçao

Flink schudden.